# 加夫里尔·哈里托诺维奇·波波夫
加夫里爾·哈里托諾維奇·波波夫（羅馬化：Gavriil Kharitonovich Popov；1936年10月31日—），俄羅斯政治人物、经济学家，从1990年至1992年一直担任莫斯科市长一职。

## 經歷
加夫里爾·波波夫於1990年4月20日被總書記戈巴契夫任命為蘇共莫斯科市委書記兼莫斯科市長。
1991年6月12日，蘇聯開放16個一級行政區行政長官直選（莫斯科和15個加盟共和國），加夫里爾·波波夫成功當選為首任民選市長。
1992年6月6日，波波夫宣告退休，其首都市長職務由盧日科夫接替。

## 政治主張
波波夫從政期間一直都主張加強地方自治。